# ریزوگونیالس
ریزوگونیالس (نام علمی: Rhizogoniales) نام یک راسته از رده رده دم‌اسبی است.